# Marthinus Theunis Steyn

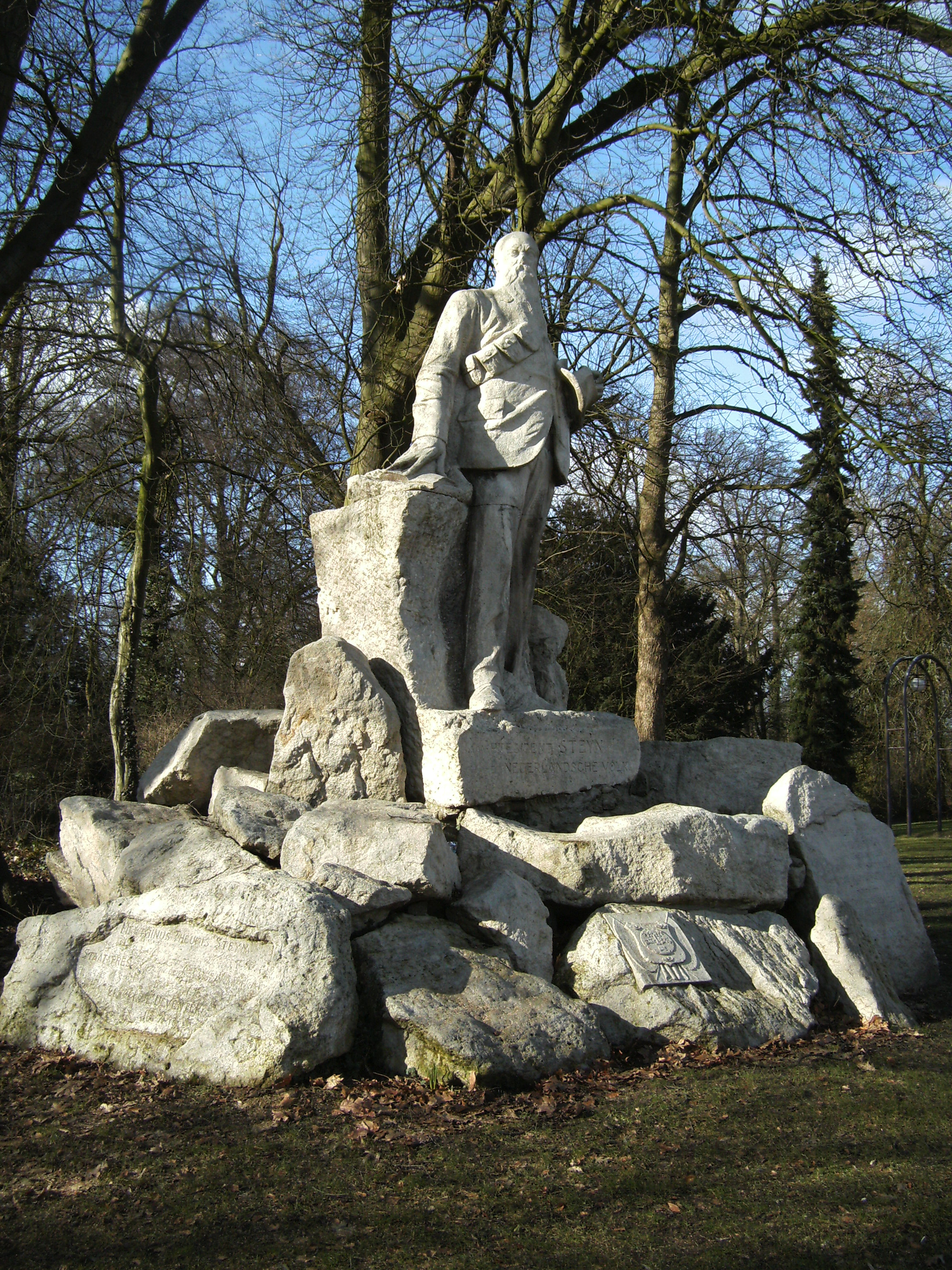
Standbeeld van M.T. Steyn in Deventer. Foto 2009.

Marthinus Theunis Steyn (Winburg, 2 oktober 1857 – Bloemfontein, 28 november 1916) was staatspresident van de Oranje Vrijstaat van 1896 tot 1902.

## Biografie

### Studie
Steyn werd geboren op de plaas Rietfontein in het district Winburg op 2 oktober 1857 als zoon van Marthinus Steyn senior. Deze was lid van de Volksraad van de Oranje Vrijstaat en bevriend met president Johannes Henricus Brand. Steyn bezocht het Grey College in Bloemfontein. In Nederland volgde hij het gymnasium te Deventer, en daarna studeerde hij in Leiden en Londen.

### Verkiezing
Terug in de Oranje Vrijstaat vestigde Steyn zich als advocaat in Bloemfontein. In 1889 werd hij benoemd tot procureur-generaal aan het hooggerechtshof van de Oranje Vrijstaat. Al snel werd hij daar tot rechter benoemd. Zijn rechtspraak verschafte hem een goede reputatie. In 1895 stelde Steyn zich kandidaat als president na het ontslag van Francis William Reitz. Zijn tegenstander John George Fraser streefde sterkere banden met de Britse Kaapkolonie na, terwijl Steyn juist meer met de Zuid-Afrikaansche Republiek (Transvaal) wilde samenwerken. Vlak voor de verkiezing vond daar de Jameson Raid plaats, waardoor zijn pro-Transvaalse standpunten extra gehoor vonden.
De verkiezing in februari 1896 won hij overtuigend (6877 tegen 1367 stemmen) van zijn opponent Fraser. Hij werd daarmee de zesde en naar later bleek de laatste president van de Oranje Vrijstaat. Hij zou deze functie tot 1902 bekleden.

### Tweede Boerenoorlog
In 1899 probeerde Steyn de spanningen tussen Transvaal en het Verenigd Koninkrijk te bedaren met de Conferentie van Bloemfontein, maar nadat deze mislukte leek oorlog onvermijdelijk. Aan de vooravond van de Tweede Boerenoorlog, sloot hij een bondgenootschap met Transvaal om samen tegen het Britse rijk op te trekken. Bij zijn ultimatum aan Engeland zei hij: "Ik verlies liever de onafhankelijkheid van de Vrijstaat met eer, dan dat ik het behoud met bedrog". Toen de Britten Bloemfontein innamen, vluchtte Steyn met zijn regering, en speelde een sleutelrol bij het voortdurende verzet van de Boeren en de guerrilla-acties die daaruit voortvloeiden.
Toen een Britse legereenheid onder leiding van generaal Broadwood tegen het aanbreken van de ochtend van 11 juli 1901 de Vrijstaatse regeringsleiders overrompelden in het plaatsje Reitz en daar een grote geldschat en de staatsarchieven buitmaakten en de regeringspersonen gevangennamen, wist Steyn op het nippertje te ontsnappen. Zijn Griekwa-agterryer Jan Ruiter kon hem net op tijd wekken, zijn paard zadelen en zelf op een ander paard springen. Soldaten die hem aanhielden, kon Ruiter misleiden door op te merken: "Just an old Boer", waarop ze afzagen van een achtervolging op Steyn. Na het gevecht werden Ruiter en andere Afrikanen ongemoeid achtergelaten, waarna hij zijn baas weer opzocht.
Steyn werd beschouwd als een van de onverzettelijkste leiders van de Boeren. Toch nam hij deel aan de vredesonderhandelingen in Klerksdorp in april 1902. Door ziekte kon hij niet aanwezig zijn bij de ondertekening van de Vrede van Vereeniging op 31 mei in Pretoria en werd hij vertegenwoordigd door generaal Christiaan de Wet. In juli 1902 vertrok hij naar Europa, waar hij tot 1904 zou blijven. Nadat hij een eed van trouw aan de Britse kroon had afgelegd, keerde hij terug naar Zuid-Afrika. Hoewel hij slechts gedeeltelijk hersteld was, nam hij weer deel aan de actieve politiek. In 1908-1909 was hij vicepresident van de Closer Union Convention. Hij werd er onderscheiden voor zijn houding als staatsman en het opkomen voor de rechten van de Nederlandse gemeenschap.

### Overlijden
Steyn stierf op 28 november 1916 tijdens een toespraak voor een vrouwenvereniging in Bloemfontein. Hij werd daar begraven bij het Vrouemonument.

## Monumenten in Nederland
In Deventer werd door 'het zich met de Afrikaners stamverwant voelende Nederlandse volk', zoals op de bijbehorende plaquette te lezen is, in 1922 een standbeeld voor Marthinus Steyn opgericht. Het staat in het Rijsterborgherpark tegenover het station. In de jaren 1960-1990 was het veelvuldig mikpunt van anti-apartheidsdemonstranten, ook al stierf hij al in 1916.

Ook staan er twee monumenten in het Nationaal Park De Hoge Veluwe in Otterlo. De eerste is genaamd De Raadsman, de tuin eromheen staat bekend als de meditatietuin. Het beeld (ook bekend als De Philosoof) werd in opdracht van mevrouw Kröller-Müller gemaakt door Joseph Mendes da Costa in 1920-1924 ter herinnering aan president Steyn. Mendes da Costa koos ervoor om een bank te maken als monument, waar in het midden op een zetel, de gestalte van president Steyn verrijst. Op deze manier kunnen wandelaars plaatsnemen naast de voormalige volksleider en hem om raad vragen. Tot zijn dood werd Steyn beschouwd als de 'ziener en raadgever van zijn volk'. Kröller-Müller is echter zeer teleurgesteld over het resultaat, ze is van mening dat het beeld ‘zoo absoluut verschillend is van het wezen van president Steyn, dat men met den besten wil aan het oorspronkelijk plan geen uitvoering kan geven’. Ze geeft aan Henry Van de Velde de opdracht om een tweede monument te ontwerpen, de Steynbank.
- Digitale Bibliotheek voor de Nederlandse Letteren: stey014
- Gemeinsame Normdatei: 1022613340
- International Standard Name Identifier: 0000 0000 3277 1038
- Library of Congress Control Number: n82256649
- Nederlandse Thesaurus van Auteursnamen: 070578109
- SNAC: w6bc46cn
- Système universitaire de documentation: 057480842
- Virtual International Authority File: 18585682
- WorldCat: E39PBJgCMkH7m4bbc9TRD4X68C